# بول غالاغير
بول غالاغير (بالإنجليزية: Paul Gallagher)‏، من مواليد 9 أغسطس 1984 في غلاسكو في اسكتلندا، لاعب كرة قدم اسكتلندي.
بدأ مسيرته الكروية مع نادي بلاكبيرن روفرز الإنجليزي في عام 2002، وهو يلعب معهم حتى الآن، وقد أعير في موسم 2005/2006 إلى نادي ستوك سيتي، ولعب معهم 37 مباراة وسجل 11 هدف.
و هو يلعب مع منتخب اسكتلندا لكرة القدم.

## روابط خارجية
- بول غالاغير على موقع قاعدة بيانات كرة القدم.إي يو (الإنجليزية)
- بول غالاغير على موقع ناشيونال فوتبول تيمز (الإنجليزية)
- بول غالاغير على موقع Soccerbase.com (لاعب) (الإنجليزية)
- بول غالاغير على موقع Soccerway.com (الإنجليزية)
- بول غالاغير على موقع عالم كرة القدم.نت (الإنجليزية)
- بول غالاغير على موقع AS.com (الإسبانية)